# A Prehistoric Tale
A Prehistoric Tale (cu sensul de O poveste preistorică) este un joc video de platformă dezvoltat de echipa The Lost Boys și publicat de Thalion Software. A fost lansat pentru Amiga și Atari ST în 1990.

## Gameplay
Jocul are atât elemente de puzzle, cât și de platformă. Are 80 de niveluri și poate fi jucat fie cu un singur jucător, fie simultan cu doi jucători.

## Dezvoltare
Dezvoltatorii au dezvăluit că s-au inspirat din jocul pentru Commodore 64 Dino Eggs. Jocul este remarcabil în special pentru muzica sa, o compoziție originală și foarte lăudată a lui Jochen Hippel⁠(d). Echipa de dezvoltatori de jocuri a fost numită „The Lost Boys”, o colecție de programatori și artiști Atari ST. Echipa a inclus (printre alții) pe frații Tim și David Moss, din 24 iulie 1990, care au lucrat la joc într-o vară foarte fierbinte din 1990. Tim se va alătura apoi companiei Sony și va fi programatorul principal pentru titlurile PlayStation 2 God of War și God of War II.

## Recepție
Revista Amiga Action a considerat că, în ciuda progreselor tehnologice recente în jocurile de platformă, acest titlu a fost un pas înapoi, descriindu-l ca fiind neadecvat, simplu și neoriginal. Revista Amiga Format⁠(d) a avut o recenzie mixtă, dar a apreciat în mod specific muzica și coloana sonoră a jocului. Amiga Joker a acordat titlului un rating de 77%. Jocul a fost revizuit și de ASM, PowerPlay, Amiga Magazin, AMIGA Kickstart/ ST-Computer și ST News.